# Tomasz Konatkowski
Tomasz Konatkowski (geboren 1968) ist ein polnischer Krimi-Autor.
Konatkowski ist neben seiner Arbeit als Schriftsteller als Programmierer und Analyst tätig und schreibt Buch-Rezensionen für Internetportale. 2007 erschien von ihm der erste Band seiner in Warschau spielenden Kriminalromane um den Kommissar Adam Nowak; auf Deutsch erschienen seine beiden ersten Romane im List Taschenbuch Verlag. Außerdem war Konatkowski auch als Übersetzer aus dem Englischen tätig.
Konatkowski lebt in der Nähe von Warschau.

## Werke
- Przystanek śmierć, 2007
  - dt.: So sollt ihr sterben. Ein Warschau-Krimi, List, Berlin 2008, ISBN 978-3-548-60859-4
- Wilcza wyspa, 2008
  - dt.: Wolfsinsel. Kriminalroman, List, Berlin 2010, ISBN 978-3-548-60860-0
- Nie ma takiego miasta, 2010
- Bazyliszek, 2015
- Pięć czaszek, 2017

## Übersetzungen
- Stuart Neville: Duchy Belfastu (Orig.: The Ghosts of Belfast)